# Himertosoma humerale
Himertosoma humerale är en stekelart som först beskrevs av André Seyrig 1935.  Himertosoma humerale ingår i släktet Himertosoma och familjen brokparasitsteklar. Inga underarter finns listade i Catalogue of Life.